# ミズヒノ頭
ミズヒノ頭（みずひの あたま/かしら）は、丹沢山地東部の大山北尾根にある標高 1,050m 余りの山である。大山より約 3km 北に位置する。

## 登山道
県道70号線の札掛付近から登山道があるが、迷いやすい所があるので注意が必要である。

## 周辺の山
- 西沢ノ頭（1,094m）
- 大山（1,252m）
- 大山三峰山（935m）